# 稲荷山古墳 (高島市)
稲荷山古墳（いなりやまこふん）は、滋賀県高島市鴨にある前方後円墳。「鴨稲荷山古墳」とも。滋賀県指定史跡に指定されている。
6世紀前半の築造とされる。滋賀県内で唯一、刳抜式の家形石棺を持った古墳で、朝鮮半島の影響を受けた多数の豪華副葬品が出土したことで知られる。
湖西で平野部に立地する唯一の前方後円墳である。

## 概要
高島平野中央部、鴨川右岸にある古墳である。もともとは名の通り稲荷を祀っていた塚であったという。1902年（明治35年）の県道改修工事に伴って発見され家形石棺が掘り出されたが、現在は墳丘は完全に失われている。本来は南に前方部を向ける墳丘長約50メートルほどの前方後円墳であったと推定される。1923年（大正12年）に京都帝国大学（京都大学）により初めて本格的な調査が行われた。
家形石棺は後円部から掘り出されたもので、凝灰岩製の刳抜式石棺である。発見当時には、長さ9メートル・幅約1.8メートル・高さ約1.8メートルの石室内にあったとされる。棺内からは冠・沓など多くの豪華な副葬品が見つかった。現在これらの副葬品は東京国立博物館に保存されており、石棺は現地の覆屋内で保存されている。
古墳の築造時期は出土した須恵器の年代から6世紀前半と位置づけられている。当地で生まれたとされる継体天皇（第26代）を支えた三尾君（三尾氏）首長の墓あるいは継体天皇と極めて近い間柄の親族と推定され、出土した副葬品から朝鮮半島との強い交流が見られる古墳である。
古墳域は1964年（昭和39年）8月19日に滋賀県指定史跡に指定されている。
石棺は、大阪府と奈良県にまたがる二上山から切り出され、船による水運を利用しながら大和川、河内湖を経て淀川に入り、巨椋池、宇治川、瀬田川を経由しながら、琵琶湖の西岸を北上するルートで高島まで運ばれた。石棺の大きさは、長さ約2.5m、幅約1.2m、高さ約1.5mほどで、重量は数トンと推定され、100km以上離れた遠方から運ぶことに、権力を誇示する意味があると考えられる。現在、横穴式石室は解体されているが、家形石棺は安置された1500年前の位置を保って公開されている。

## 出土品
石棺から検出された主な副葬品は次の通り。
- 金銅冠
- 沓
- 魚佩
- 金製耳飾
- 鏡
- 玉類
- 環頭大刀
- 鹿装大刀
- 刀子
- 鉄斧

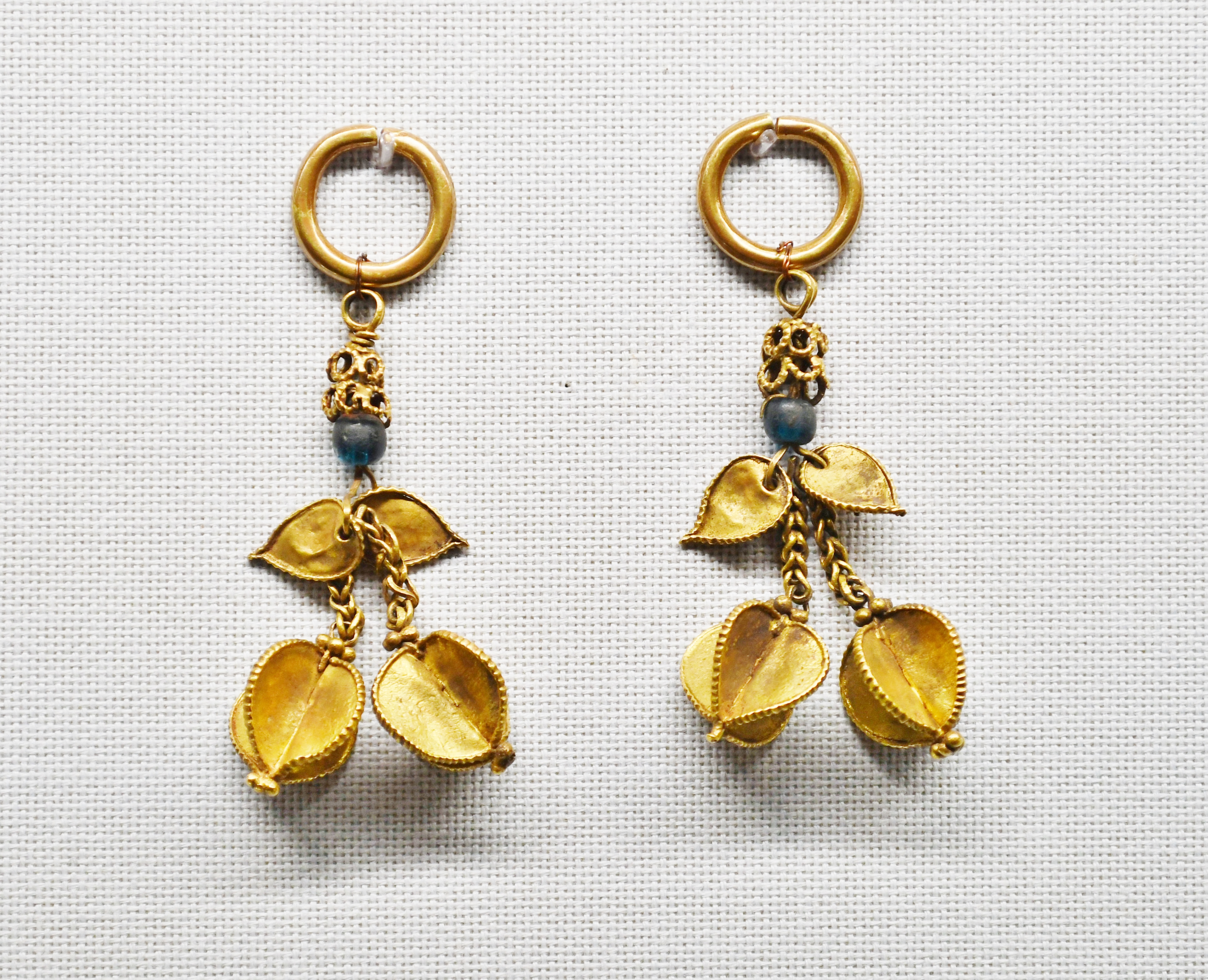
金製垂飾付耳飾東京国立博物館展示。

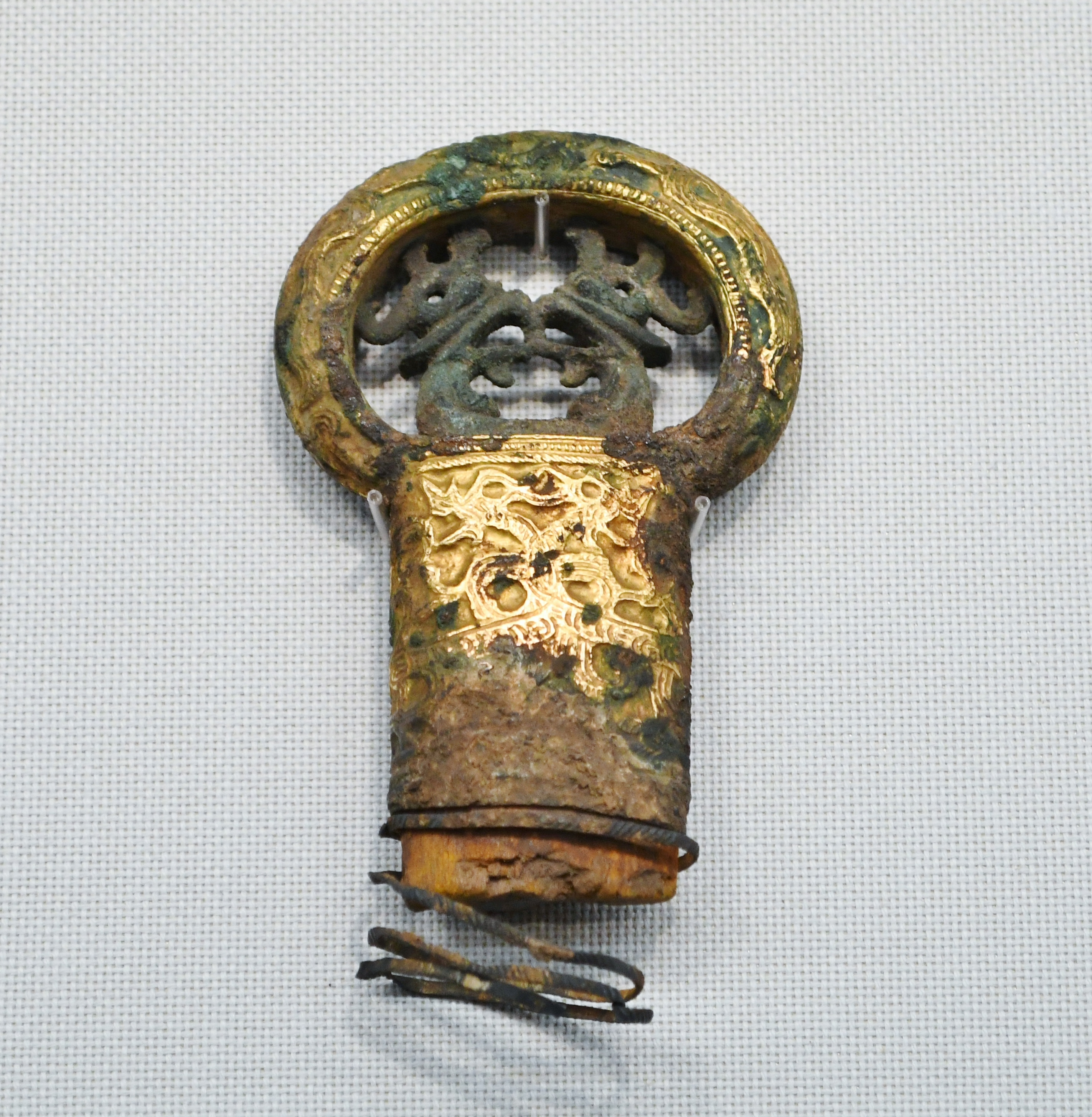
双龍環頭柄頭東京国立博物館展示。

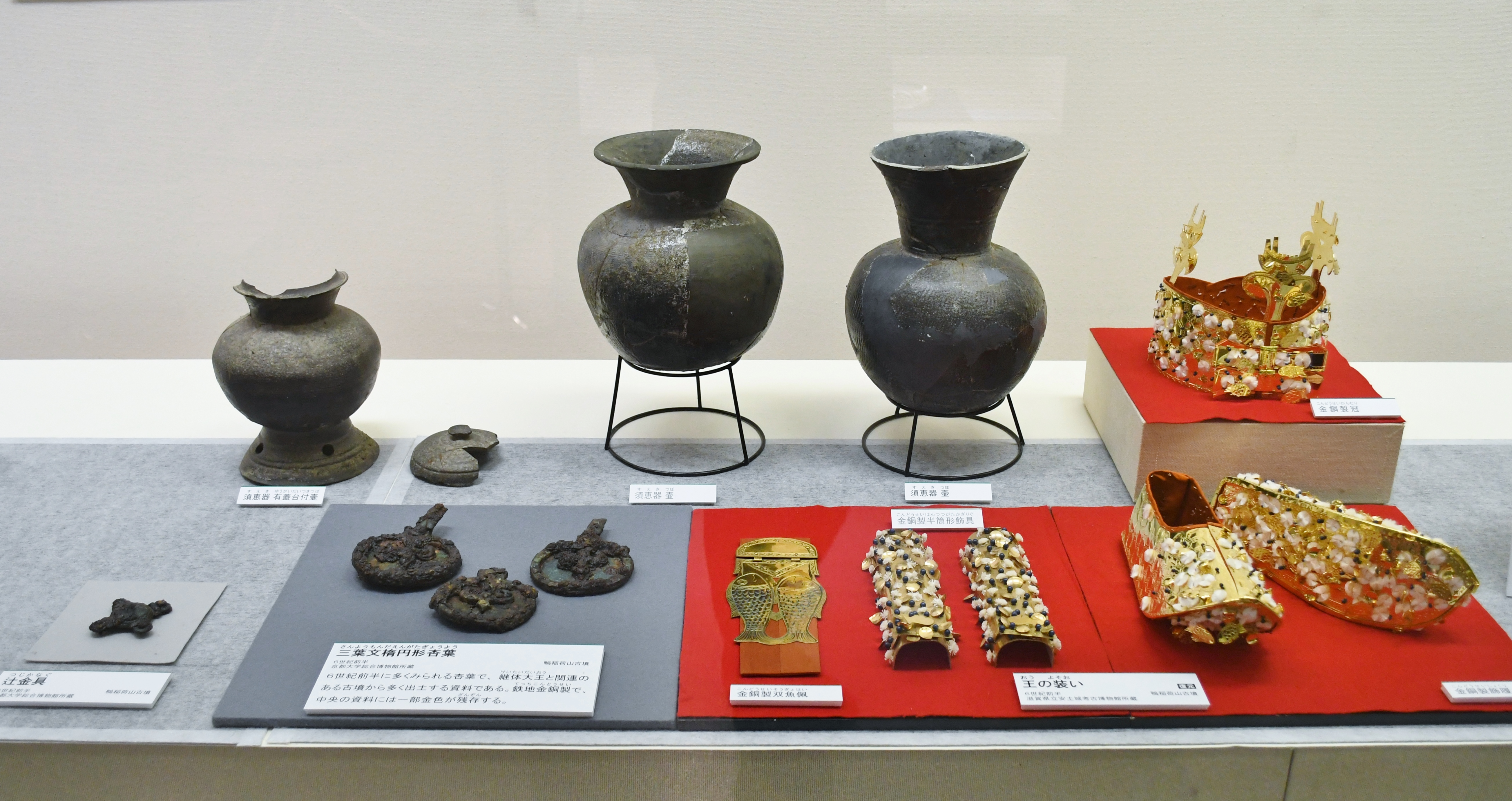
出土品野洲市歴史民俗博物館企画展示時に撮影。

これらのうち、広帯二山式冠・捩じり環頭大刀・三葉文楕円形杏葉の3品は当時の王権特有の威信財であり、この3品セットで出土しているのは鴨稲荷山古墳と物集女車塚古墳（京都府向日市）のみであり、被葬者と王権中枢との関わりが指摘され、継体朝に関わる極めて重要な古墳である可能性であることが指摘されている。

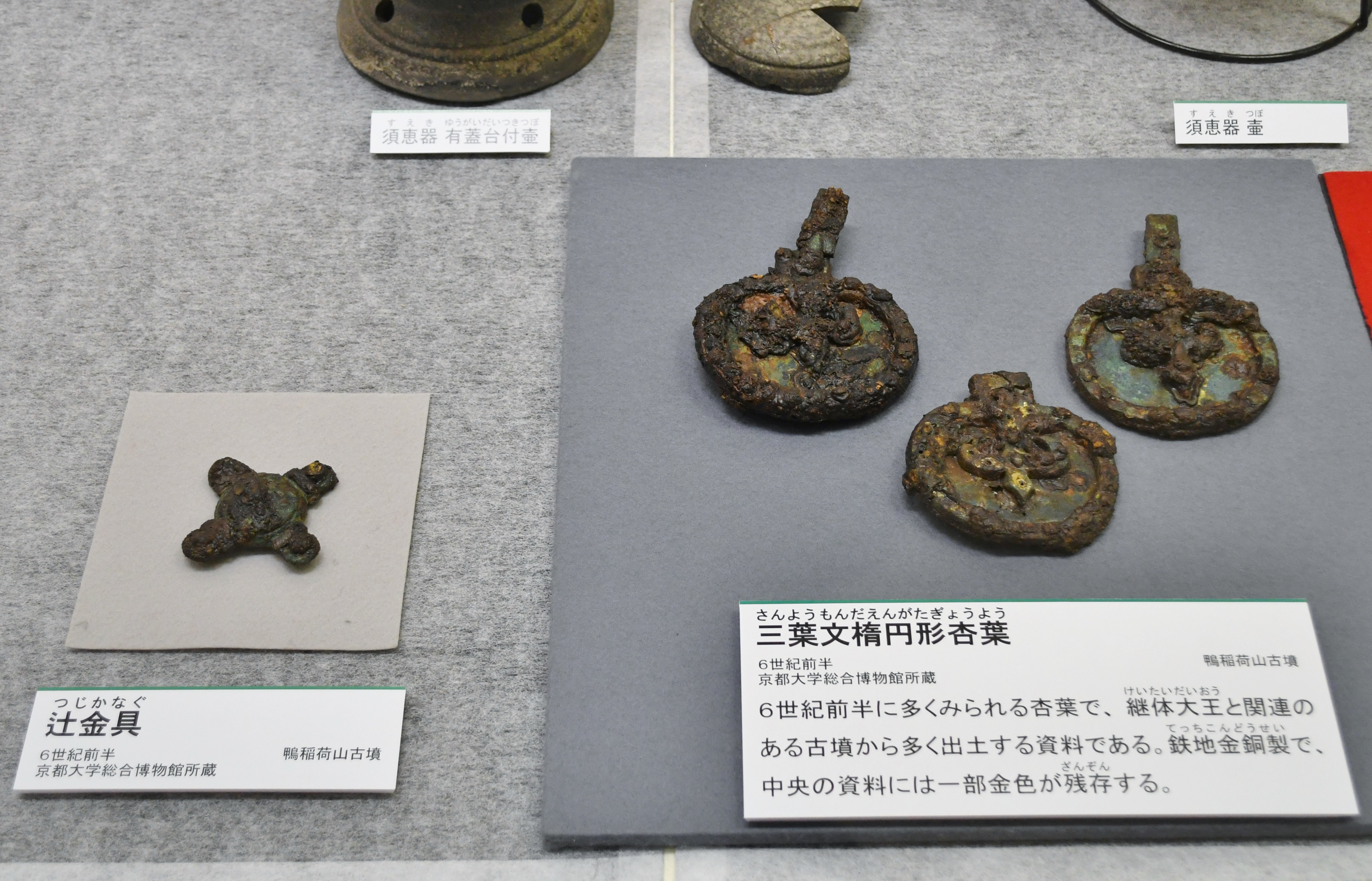
馬具 野洲市歴史民俗博物館企画展示時に撮影。

- 馬具
野洲市歴史民俗博物館企画展示時に撮影。

## 明治35年の石棺発見の状況についての報告書
この稲荷山古墳は古くから宿鴨村落の共有地で、もとは更に広潤な兆域を有していたものと伝えられている。
しかるに周囲を開墾して田圃としたため、漸次小さくなったが、明治時代にはなお直径十数間、高さ十七八尺のやや大なる饅頭形の封土を存し、雑木が繁茂しておって、土地での一目標をなしていたとのことである。
ところが、何時のころよりか、この封土の南方の一隅に大きな石の一部が露出して、その下に空隙を生じ、一時狐狸の棲家と化し、村民に災いをなした。
そこでいっそのこと、村々の桑園に開いてしまおうか、という議が生じその後も再三くりかえされたが、他方にこの古墳の地は古く「天王（てんのう）」と呼び、また神輿を埋めたところであるとの伝説があったため、神の祟りを懸念して自ら開墾に手を下す人がなく、封土はそのままに残ることとなった。
明治三十五年、塚の前を走る街道の改築工事に当たり、「土砂の必要性から工事請負人から代償金を村に納める条件で、この稲荷山古墳の封土を採掘したいと申し出た」
村ではこれを了承したが、上述の伝承もあるので始終注意を払って工事を見守っていた。
すると、「同年八月九日、下から石棺が現れて、偉い人の墳墓であることが分かり、大騒ぎとなった」
翌日、高島郡長、警察分署長ら立会いのもと、石棺の蓋が開かれた。
当時、同村の友岡親太郎が、主として調査を行い、石棺内の見取り図も描いている。そこには、遺体の両脇に二本の大刀、身体を横切るように斜めにもう一本の剣が置かれ、頭部には「冠様のもの」「珠玉」、足には沓が置かれていた。
同年十一月には「宮内省諸陵寮」による調査が行われ、主要な発掘品は東京に送致された。
数年後、発掘品は村へ返還されたが、大正元年十月になって、東京帝室博物館から出土品の主要なるものを提出するようにとの指令が来た。

## 考証
『日本書紀』継体天皇即位前条によると、応神天皇（第15代）四世孫・彦主人王は近江国高島郡の「三尾之別業」にあり、三尾氏一族の振媛との間に男大迹王（のちの第26代継体天皇）を儲けたという。継体天皇の在位は6世紀前半と見られており、三尾氏とつながりがあったことは同氏から2人の妃が嫁いだことにも見える。そうした『日本書紀』の記述から、本古墳の被葬者としては三尾氏の首長とする説が知られている。
一方、高島の地方豪族であった三尾氏の古墳にしては、あまりにも「豪華すぎる」点が指摘されている。
高橋克壽は、この古墳が高島という地方に在りながら、畿内的な特徴を持っていることを指摘している。
具体的には、
- 二上山（大阪府と奈良県の境に位置）で産出する白色凝灰岩を、わざわざ高島まで運び入れ、畿内の家形石棺を採用していること
- 畿内型の円筒埴輪を導入していること

などから、被葬者が「地方勢力ではなく、畿内の王権と直接的な関係にあった」としている。
森下章司は、副葬された冠・美豆良金具・沓の三種の装身具は葬儀に当たって特別に作られたものと考えており、被葬者は「高島郡三尾と深い関わりを持ちながら、王権中央でも高い地位にあった人物」としてる。
辻川哲朗は、この古墳から出土した埴輪は、畿内で作られていた埴輪だとして、（真の継体天皇陵とされる）今城塚古墳と同じ新池埴輪窯で焼かれたとしてる。
これらの説では、
- 畿内の王権での高い地位。
- 高島郡三尾に強い縁。
- 継体天皇と親密な関係。

などの全ての条件を満たす人物として、三尾出身の継体天皇の皇子（例えば、三尾角折君妹 稚子媛（日本書紀）三尾君等祖 若比売（古事記）を母に持つ大郎皇子（古事記では大郎子皇子））が被葬者として提唱されている。
稚子媛は、「日本書紀」では手白香皇女、目子媛の次の三番目に記載されるが、「古事記」では若比売として筆頭に記載され、その所生の皇子が大郎皇子（古事記では大郎子）と記載されており大郎の名前は長男を意味するので、三尾氏の稚子媛が継体の最初の妻で、大郎皇子が最初の子供だった可能性が強い。
かつては被葬者を彦主人王とする説もあったが、築造時期から近年では否定的である。
『日本書紀』によると彦主人王は当地に「三尾之別業」を営んだといい、継体天皇の幼少時に死去したという。
この彦主人王の墓を鴨稲荷山古墳（6世紀前半、前方後円墳）にあてる説もあるが、
450年頃という継体天皇の出生に対する5世紀後半の他の首長墓はないことから、田中王塚古墳（5世紀後半、円墳または帆立貝形古墳）がその墓として有力視されている。
白井忠雄（高島歴史民俗資料館長）は、継体大王の没年が531年で、鴨稲荷山古墳の被葬者の没年もほぼ同時代に推測されている。
三尾角折君妹の稚子媛から大郎皇子が誕生しており、継体大王・稚子媛・三尾角折君は同世代と考えられることから、三尾角折君が被葬者ではないか？と推測している。
継体天皇・三尾君関係系図（『日本書紀』に基づく）
| <応神天皇四世孫> 彦主人王 | <応神天皇四世孫> 彦主人王 | <応神天皇四世孫> 彦主人王 | <応神天皇四世孫> 彦主人王 | <応神天皇四世孫> 彦主人王 | <応神天皇四世孫> 彦主人王 |              |              |              |              | ［三尾君］ 振媛 | ［三尾君］ 振媛 | ［三尾君］ 振媛 | ［三尾君］ 振媛 | ［三尾君］ 振媛 | ［三尾君］ 振媛 |              |              |          |          |          |          |          |          |          |          |          |          |          |          |                       |                       |                       |                       |                       |                       |                       |                       |                       |                       |                       |                       |        |        |        |        |                     |                     |                     |                     |                     |                     |          |          |
| <応神天皇四世孫> 彦主人王 | <応神天皇四世孫> 彦主人王 | <応神天皇四世孫> 彦主人王 | <応神天皇四世孫> 彦主人王 | <応神天皇四世孫> 彦主人王 | <応神天皇四世孫> 彦主人王 |              |              |              |              | ［三尾君］ 振媛 | ［三尾君］ 振媛 | ［三尾君］ 振媛 | ［三尾君］ 振媛 | ［三尾君］ 振媛 | ［三尾君］ 振媛 |              |              |          |          |          |          |          |          |          |          |          |          |          |          |                       |                       |                       |                       |                       |                       |                       |                       |                       |                       |                       |                       |        |        |        |        |                     |                     |                     |                     |                     |                     |          |          |
|                           |                           |                           |                           |                           |                           |              |              |              |              |                 |                 |                 |                 |                 |                 |              |              |          |          |          |          |          |          |          |          |          |          |          |          |                       |                       |                       |                       |                       |                       |                       |                       |                       |                       |                       |                       |        |        |        |        |                     |                     |                     |                     |                     |                     |          |          |
|                           |                           |                           |                           |                           |                           | (26) 継体    | (26) 継体    | (26) 継体    | (26) 継体    | (26) 継体       | (26) 継体       |                 |                 |                 |                 |              |              |          |          |          |          |          |          |          |          |          |          |          |          |                       |                       |                       |                       |                       |                       |                       |                       |                       |                       |                       |                       |        |        |        |        | <三尾君堅楲女> 倭媛 | <三尾君堅楲女> 倭媛 | <三尾君堅楲女> 倭媛 | <三尾君堅楲女> 倭媛 | <三尾君堅楲女> 倭媛 | <三尾君堅楲女> 倭媛 |          |          |
|                           |                           |                           |                           |                           |                           | (26) 継体    | (26) 継体    | (26) 継体    | (26) 継体    | (26) 継体       | (26) 継体       |                 |                 |                 |                 |              |              |          |          |          |          |          |          |          |          |          |          |          |          |                       |                       |                       |                       |                       |                       |                       |                       |                       |                       |                       |                       |        |        |        |        | <三尾君堅楲女> 倭媛 | <三尾君堅楲女> 倭媛 | <三尾君堅楲女> 倭媛 | <三尾君堅楲女> 倭媛 | <三尾君堅楲女> 倭媛 | <三尾君堅楲女> 倭媛 |          |          |
|                           |                           |                           |                           |                           |                           | 天皇         | 天皇         | 天皇         | 天皇         | 天皇            | 天皇            |                 |                 |                 |                 |              |              |          |          |          |          |          |          |          |          |          |          |          |          | <三尾角折君妹> 稚子媛 | <三尾角折君妹> 稚子媛 | <三尾角折君妹> 稚子媛 | <三尾角折君妹> 稚子媛 | <三尾角折君妹> 稚子媛 | <三尾角折君妹> 稚子媛 |                       |                       |                       |                       |                       |                       |        |        |        |        |                     |                     |                     |                     |                     |                     |          |          |
|                           |                           |                           |                           |                           |                           | 天皇         | 天皇         | 天皇         | 天皇         | 天皇            | 天皇            |                 |                 |                 |                 |              |              |          |          |          |          |          |          |          |          |          |          |          |          | <三尾角折君妹> 稚子媛 | <三尾角折君妹> 稚子媛 | <三尾角折君妹> 稚子媛 | <三尾角折君妹> 稚子媛 | <三尾角折君妹> 稚子媛 | <三尾角折君妹> 稚子媛 |                       |                       |                       |                       |                       |                       |        |        |        |        |                     |                     |                     |                     |                     |                     |          |          |
|                           |                           |                           |                           |                           |                           |              |              |              |              |                 |                 |                 |                 |                 |                 |              |              |          |          |          |          |          |          |          |          |          |          |          |          |                       |                       |                       |                       |                       |                       |                       |                       |                       |                       |                       |                       |        |        |        |        |                     |                     |                     |                     |                     |                     |          |          |
|                           |                           |                           |                           |                           |                           |              |              |              |              |                 |                 |                 |                 |                 |                 |              |              |          |          |          |          |          |          |          |          |          |          |          |          |                       |                       |                       |                       |                       |                       |                       |                       |                       |                       |                       |                       |        |        |        |        |                     |                     |                     |                     |                     |                     |          |          |
| (27)安閑天皇              | (27)安閑天皇              | (27)安閑天皇              | (27)安閑天皇              | (27)安閑天皇              | (27)安閑天皇              | (28)宣化天皇 | (28)宣化天皇 | (28)宣化天皇 | (28)宣化天皇 | (28)宣化天皇    | (28)宣化天皇    | (29)欽明天皇    | (29)欽明天皇    | (29)欽明天皇    | (29)欽明天皇    | (29)欽明天皇 | (29)欽明天皇 | 大郎皇子 | 大郎皇子 | 大郎皇子 | 大郎皇子 | 大郎皇子 | 大郎皇子 | 出雲皇女 | 出雲皇女 | 出雲皇女 | 出雲皇女 | 出雲皇女 | 出雲皇女 | 大郎子皇女            | 大郎子皇女            | 大郎子皇女            | 大郎子皇女            | 大郎子皇女            | 大郎子皇女            | 椀子皇子 （三国公祖） | 椀子皇子 （三国公祖） | 椀子皇子 （三国公祖） | 椀子皇子 （三国公祖） | 椀子皇子 （三国公祖） | 椀子皇子 （三国公祖） | 耳皇子 | 耳皇子 | 耳皇子 | 耳皇子 | 耳皇子              | 耳皇子              | 赤姫皇女            | 赤姫皇女            | 赤姫皇女            | 赤姫皇女            | 赤姫皇女 | 赤姫皇女 |

### 京都帝国大学による発掘調査
1922年（大正11年）7月に京都帝国大学（現京都大学）の梅原末治、中村直勝らが調査した古墳の報告書によると、被葬者の性別は
「武器などの副葬品の豊富である点から、もとより男子と推測することが出来る。」
出土品の冠、装飾品が、朝鮮半島に源流を持つ物であるとして
「日本で製作せられたにしても、それは帰化韓人の手によったものであり、その全部あるいは一部が彼の地から舶載したものとしても、何らの異論はない。」とする。
被葬者の出自については
「此の被葬者が三韓の帰化人もしくは、其の子孫と縁故があったろうと云ふ人があるかも知れない。しかしそれには何の証拠もない。」
として、朝鮮半島からの渡来人説には慎重な立場を取っている。
だが「当時において格越した外国文化の保持者であり、外国技術の趣味の愛好者であった。」と指摘している。

## 滋賀県指定史跡稲荷山古墳(鴨稲荷山古墳)の調査の歴史
1902(明治35)年8月9日・10日　稲荷塚と呼ばれていた稲荷山古墳の東側を通る南北の街道が、県道23号線:小浜・朽木・高島線(当時の道幅は大八車が通れるほどであった)として改築工事が実施される際、稲荷塚の墳丘土が用いられることになった。
古い伝えによると、もともと稲荷塚は大きな築山で、その盛り土が徐々に土取りされることによって土饅頭形になっていったといわれていた。
改築工事の時、天井石の下から家形石棺が現れ、豪（えら）い人の墳墓であること が分かり大騒ぎとなって直ちに土石の採掘を止め、翌日10日、河毛高島郡長、小川大溝警察分署長等が立会い、石棺の蓋が開けられ内部を検分した。
当時の記録は北鴨・友岡親太郎氏が留めていた。
1902(明治35)年11月10日　家形石棺内に純金製の耳飾りなどが副葬されていたことによって、被葬者が高貴な人であろうと想像され、宮内省諸陵寮から六村中彦氏等が調査に水尾村へ来られた。
1922(大正11)年7月15～16日　京都帝国大学文学部考古学教室　梅原末治氏、京都帝国大学文字部講師　中村直勝氏による事前調査が行われ、家形石棺の構造とその内部における遺物残存の現状を調査した。
1923(大正12)年4月17～19日　京都帝国大学文学部考古学教室　濱田耕作氏、梅原末治氏等による本格的な調査が行われた。
1923(大正12)年11月25日　京都帝国大学文学部考古学研究報告『近江国高島郡水尾村の古墳』が刊行され、同古墳の詳細な内容が改めて報告された。
1951(昭和26)年3月 復原した金銅製品等が京都大学文学部陳列館『考古図録』新輯に掲載された。
1951(昭和26)年12月 魚佩と馬具の実測図が小林行雄著『日本考古学概説』に掲載された。
1964(昭和39)年8月19日 滋賀県教育委員会が稲荷山古墳を滋賀県指定史跡とする。
1978(昭和53年)年11月　関西学院大学考古学研究室による現状実測調査が実施された。「滋賀文化財だより」No.22 高島郡高島町鴨稲荷山古墳現状実測調査報告が発行された。
1981(昭和56)年6月20日～7月31日　高島町教育委員会が県道小浜・朽木・高島線道路改良工事に伴う発掘調査を実施した。
1986(昭和61)年7月～1987(昭和62)年3月　高島町教育委員会により石棺覆屋新築に従う後円部の調査を実施。須恵器の杯蓋・ 杯身の完形品が出土した。時期は田辺氏編年TK10型式である。
1990(平成2)年　高島町教育委員会が古墳北側に鴨区運動公園造成に伴う工事立会をした際、円筒埴輪片が検出された。 
1993(平成5)年5月　高島町教育委員会による滋賀県指定史跡稲荷山古墳保存整備事業に係る事前調査で、石棺の東側に石室の一部と考えられる石材が検出された。
下層の黒褐色粘土層からは弥生時代から古墳時代にかけての土器片が数片認められた。
しかし、古墳保護と併せて遺跡保護のために埋戻しを行った。
この調査は史跡公園化に伴うものであるので、遺構・遺物が検出された段階で古墳保護のために埋戻しを実施し、古墳指定範囲内すべて覆土をかけ史跡公園工事を実施した。
1995(平成7)年3月　京都大学文学部考古学研究室『琵琶湖周辺の6世紀を探る』を刊行。
2015(平成27)年2月　高島市教育委員会による現状地形測量図作成業務実施。